# Jan Adriaan Kant
Jan Adriaan Kant ('s-Heer Abtskerke, 27 november 1914 – Vlissingen, 18 februari 2001) was een Nederlands ingenieur. Hij werd geboren als tweede van vier kinderen. Zijn ouders waren Eliza Kant en Dina Braam. In 1939 is hij gehuwd met Maatje de Schipper.
Kant was hoofdwaterbouwkundige bij Rijkswaterstaat. Hij heeft de avondopleiding Diploma Zeeland gevolgd tot weg- en waterbouwkundig ingenieur. Hij heeft zich onderscheiden bij de droogmaking van Walcheren na de Tweede Wereldoorlog en bij de watersnoodramp in februari 1953. Voor dit laatste ontving hij van de Noorse koning Haakon, bij zijn bezoek aan het rampgebied, het ridderkruis in de orde van Sint-Olaf. Bij zijn pensionering werd hij bevorderd tot officier in de orde van Oranje-Nassau voor zijn verdiensten in dienst van Rijkswaterstaat. Hij was de uitvinder van verschillende producten op het gebied van oeververdediging, zoals voor het bekleden van hellingen. Zijn bekendste uitvinding is de Basalton-betonzuil en het systeem voor het machinaal zetten ervan. Basalton is en wordt over de hele wereld toegepast bij waterkeringen en glooiingen, zoals bij viaducten.